# Takahashi Untei
Takahashi Untei (japanisch 高橋 雲亭; * 1872 in Seta, Präfektur Gunma; † 1949 in Shizuoka) war ein japanischer Nanga-Künstler der Meiji-Zeit. Sein Replikat der Flagge der Republik Formosa zählt seit 2016 zu den Nationalen Kulturschätzen von Taiwan.

## Leben
Takahashi wurde 1872 in Seta in der Präfektur Gunma geboren. Er studierte buddhistische Poesie und Malerei unter Taki Katei und war sowohl Mitglied in der Kaiserlichen Malervereinigung als auch in der Südlichen Buddistenvereinigung. Später zog er nach Tokio, bevor er sich in seinen 40ern in Shizuoka niederließ. Dort bereiste er die Umgebung, insbesondere Yaizu.

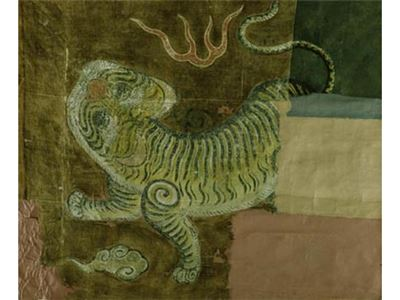
Replikat der Flagge der Republik Formosa

1909 fertigte er anhand eines in Tokio aufbewahrten Originals ein Faksimile der Flagge der Republik Formosa an. Diese befindet sich heute im Taiwan-Nationalmuseum und ist die älteste noch erhaltene Flagge. Takahashi arbeitete sehr exakt und übernahm auch Schäden am Original in seine Anfertigung. Im Jahre 2016 wurde sein Replikat zum Nationalen Kulturschatz von Taiwan ernannt und wurde aus diesem Anlass als Motiv auf Easycards gedruckt.